# Андреа Мугоша (глумица)
Андреа Мугоша (Хамбург, 1986) црногорска је позоришна, телевизијска и филмска глумица, новинарка и телевизијска водитељка.

## Биографија
Своју каријеру започела је као телевизијска водитељка, а тај посао је касније напустила и уписала студије глуме. Дипломирала је на Факултету драмских уметности у Цетињу, у класи професора Бранимира Поповића.
Своју прву телевизијску улогу остварила је у серији Здравка Шотре Рањени орао, премијерно приказиваној од 2008. до 2009. године. Нешто касније је у глумачкој подели серије Будва на пјену од мора добила лик Миљане, док је у првом црногорском ситкому Дојч кафе остварила улогу Уне, која представља главни женски лик у том пројекту. Године 2015. играла је у филму Двије повратне Титоград – Подгорица, редитеља Александра Радовића, што је био први кинематографски пројекат у ком је учествовала. Глумила је, такође и у филму Милана Караџића Бисер Бојане, односно серији насталој по том остварењу.
Чланица је ансамбла Црногорског народног позоришта, а глумила је и у представама других установа.

## Филмографија
| Год.       | Назив                               | Улога            |
| ---------- | ----------------------------------- | ---------------- |
| 2009.      | Рањени орао (серија)                | Мостарка Вера    |
| 2012—2015. | Будва на пјену од мора (серија)     | Миљана Поповић   |
| 2015.      | Руске капе (кратки филм)            |                  |
| 2015.      | Двије повратне Титоград – Подгорица |                  |
| 2015.      | Комшије (серија)                    | Видосава Черовић |
| 2016.      | Дојч кафе (серија)                  | Уна              |
| 2017.      | Бисер Бојане                        | Јована           |
| 2018-2019. | Бисер Бојане (серија)               | Јована           |